# Bikás (Szlovákia)
Bikás (1886-ig Bujakovó, szlovákul: Bujakovo) Breznóbánya városrésze, egykor önálló község Szlovákiában, a Besztercebányai kerületben a Breznóbányai járásban.

## Fekvése
Breznóbánya központjától 4 km-re északkeletre, a Garam partján fekszik.

## Története
A trianoni diktátumig Zólyom vármegye Breznóbányai járásához tartozott.

## Népessége
1910-ben 101 magyar és 252 szlovák anyanyelvű lakta.
1930-ban Bikáson 10 magyar és 321 csehszlovák élt.

## Lásd még
- Breznóbánya